# KK Mladost Zemun
O Košarkaški klub Mladost Zemun (em sérvio:  КК Младост Земун), conhecido também apenas como Mladost MaxBet, é um clube de basquetebol baseado em Zemun, Sérvia que atualmente disputa a KLS. Manda seus jogos no Centro Esportivo Vizura com capacidade para 1.500 espectadores.

## Histórico de Temporadas
| Temporada | Nível | Liga   | Pos. | J     | PL | Resultado        | Competição internacionais |
| --------- | ----- | ------ | ---- | ----- | -- | ---------------- | ------------------------- |
| 2011-12   | 2     | B Liga | 3    | 16-10 |    |                  |                           |
| 2012-13   | 2     | 2.MLS  | 6    | 13-13 |    |                  |                           |
| 2013-14   | 2     | 2.MLS  | 11   | 11-15 |    |                  |                           |
| 2014-15   | 2     | 2.MLS  | 1    | 23-3  |    | Promovidocampeão |                           |
| 2015-16   | 1     | KLS    | 5    | 15-11 |    |                  |                           |
| 2016-17   | 1     | KLS    | 8    | 13-13 |    |                  |                           |
| 2017-18   | 1     | KLS    |      |       |    |                  |                           |
| 2018-19   | 1     | KLS    | 9    | 11-15 |    |                  |                           |
| 2019-20   | 1     | KLS    | 6    | 15-11 |    |                  |                           |
| 2020-21   | 1     | KLS    |      |       |    |                  | R ABA2 Semifinalista      |

fonte:eurobasket.com

## Títulos

### Competições domésticas
- Liga Sérvia de Basquetebol (segunda divisão)

Campeão (1): 2014-15
- Liga Sérvia de Basquetebol (quinta divisão)

Campeão (1): 2010-11